# شون ريان (كاتب)
شون ريان (بالإنجليزية: Shawn Ryan)‏ هو كاتب سيناريو أمريكي، ولد في 11 أكتوبر 1966 في روكفورد في الولايات المتحدة.

## وصلات خارجية
- شون ريان على موقع IMDb (الإنجليزية)
- شون ريان على موقع ألو سيني (الفرنسية)
- شون ريان على موقع أول موفي (الإنجليزية)
- شون ريان على موقع قاعدة بيانات الفيلم (الإنجليزية)
- شون ريان على موقع كينوبويسك (الروسية)